# Анабатичен вятър
Анабатичният вятър е възходящ вятър. Той е сравнително топъл и духа нагоре по склоновете на възвишения или планини, задвижван от затоплянето на склона от слънчевите лъчи.
Този тип вятър обикновено се появява през деня, при слънчево и спокойно време. Склонът се нагрява от Слънцето и от своя страна нагрява въздуха над него. Въздухът над долина или равнина при сходна надморска височина не се нагрява толкова, тъй като разстоянието до земята под него е по-голямо. Когато въздухът над склона се стопли достатъчно спрямо съседния въздух на сходна надморска височина, той започва да се издига чрез конвекция. Това създава област с ниско атмосферно налягане, към която започва да се премества въздух от долната част на склона, причинявайки вятър. Често се случва въздухът, издигащ се от билото на голяма планина, да достигне такава височина, при която се охлажда адиабатно и достига температура под точката си на оросяване, образувайки купести облаци. Те на свой ред могат да породят дъжд или дори гръмотевични бури.
Анабатичните ветрове са особено благоприятни за пилотите на безмоторни самолети, които могат да ги използват за изкачване. Освен това, в колоезденето, анабатичните ветрове са определящи за максималната скорост по надолнище.
Мусонните ветрове се образуват по подобен начин, но в много по-голям (континентален) мащаб и следват сезонен цикъл.